# Ric Ocasek
Ric Ocasek, (wym. /oʊˈkæsɛk/) właśc. Richard Theodore Otcasek (ur. 23 marca 1944 w Baltimore, Maryland, zm. 15 września 2019 w Nowym Jorku) – amerykański muzyk i producent muzyczny pochodzenia czeskiego, znany jako wokalista i gitarzysta rytmiczny nowofalowej formacji The Cars. Od roku 1989 był żonaty z czeską top modelką i aktorką Pauliną Porizkovą, którą poznał w roku 1984 podczas kręcenia teledysku do największego przeboju The Cars „Drive” (reż. Timothy Hutton).

## Życie prywatne
Gdy Ric Ocasek poznał Porizkovą, modelka miała 19 lat, a muzyk był żonaty z Suzanne, z którą rozwiódł się w 1988. Porizkova i Ocasek pobrali się 23 sierpnia 1989. Małżeństwo miało dwóch synów: Jonathana Ravena (ur. 4 listopada 1993) i Olivera Oriona (ur. 23 maja 1998). W maju 2018, po 28 latach małżeństwa Porizkovej i Ocaska, doszło do separacji. Ocasek zmarł rok później, 15 września 2019 roku.

## Dyskografia

### Albumy solowe
- 1982 – Beatitude
- 1986 – This Side Of Paradise
- 1991 – Fireball Zone
- 1993 – Quick Change World
- 1993 – Negative Theater (tylko w Europie)
- 1996 – Getchertikitz
- 1997 – Troublizing
- 2005 – Nexterday

### Single
- 1983 – „Something To Grab For”
- 1983 – „Jimmy Jimmy”
- 1983 – „Connect Up To Me”
- 1986 – „Emotion In Motion”
- 1986 – „True to You”
- 1991 – „Rockaway”